# Sacerdocio patriarcal
En la Iglesia de Jesucristo de los Santos de los Últimos Días, el sacerdocio patriarcal, llevado a cabo por un ministro evangelista o «patriarca», es un oficio dentro del Sacerdocio de Melquisedec. Su función principal es dar bendiciones patriarcales a los miembros «dignos». De acuerdo a sus creencias, es responsabilidad de los doce apóstoles ordenar patriarcas en las estacas de la iglesia. Los presidentes de estaca pueden ordenar al patriarca de estaca bajo la dirección de los doce.
De acuerdo a esta iglesia, esta orden de sacerdocio se instituyó en los días de Adán y descendió por linaje. Adán ordenó a Set, Enós, Cainán, Mahalaleel, Jared, Enoc y a Matusalén; a su vez Lamec ordenó a Set y Matusalén ordenó a Noé, todos estos sumos sacerdotes. El primer patriarca de esta iglesia fue Joseph Smith (padre), y éste en su lecho de muerte bendijo y ordénó a su hijo Hyrum Smith, hermano mayor de Joseph Smith (hijo).

## Cargo de Patriarca presidente
La Iglesia de Jesucristo de los Santos de los Últimos Días no reconoce una orden patriarcal separada del Sacerdocio de Melquisedec. Después de la muerte de Hyrum Smith, hijo de Joseph Smith padre, en 1843, su posición como Patriarca presidente fue transmitida de padres a hijos entre los descendientes de Hyrum hasta 1979, cuando la Iglesia relevó al Patriarca Eldred G. Smith de sus deberes como Patriarca presidente y se le nombró Autoridad General emérita. La razón aducida fue que era «debido al enorme incremento en el número de Patriarcas delegados y la disponibilidad de servicios patriarcales en todo el mundo». Eldred G. Smith fue designado un Patriarca emérito, lo cual significa que queda relevado de todas sus obligaciones y responsabilidades pertenecientes a la posición de Patriarca de la Iglesia. (Conference Report Oct. 1979:25)
El oficio de Patriarca es sacerdotal, por lo que uno que ha sido ordenado, sigue teniendo el mismo orden en el sacerdocio aunque sus funciones queden suspendidas por el momento. Su hijo y probable heredero en el puesto ha escrito un libro muy controvertido que a algunos les parece crítico con la decisión que la Iglesia ha tomado sobre su padre.